# Jean-Louis Laya
Jean-Louis Laya (Parigi, 4 dicembre 1761 – Meudon, 25 agosto 1833) è stato un drammaturgo e critico letterario francese.

## Biografia

### Gli studi, la famiglia e gli esordi
La carriera scolastica di Laya culminò con la frequentazione del Collège de Lizieux.
Laya si sposò con Thérèse Augustine Aglaé Guillaume de Bouncoville, con la quale ebbe due figli: Alexandre François, impiegato al Ministero dell'interno, redattore dell'Ordre; André Augustin Léon, bibliotecario al palazzo di Fontainebleau, scrittore e drammaturgo.
Jean-Louis Laya esordì nella letteratura scrivendo una collezione di Héroide, una volta terminati gli studi al collegio, poi una commedia assieme a Gabriel-Marie Legouvé nel 1785, ma l'opera, sebbene accolta favorevolmente dalla Comédie-Française, non fu mai messa in scena.

### La carriera, le opere, il pensiero letterario
L'opera seguente, la tragedia Jean Calas (1789), lo rese noto e fu incentrata sul tema della tolleranza religiosa, oltre ad esaltare il ruolo liberale della borghesia.
L'anno seguente ottenne un grande successo con Les Dangers de l'opinion, approfondendo il problema della vergogna familiare presente nel caso di atti illeciti.
Con i suoi opuscoli polemici, riguardanti anche il teatro, Laya sostenne la Rivoluzione francese, e durante quegli anni realizzò drammi storici e politici.
Nel 1793 ultimò la sua opera più importante, una commedia satirica intitolata Ami des lois, basata sulla situazione politica contemporanea e su una protesta contro il governo di massa e contro i giacobini, con riferimenti allusivi a importanti protagonisti giacobini, come Robespierre e a Marat, rappresentata al Theatre Français, nei giorni del processo e dell'esecuzione di Luigi XVI di Francia.
Dieci giorni dopo la sua anteprima l'opera fu proibita dal Comune di Parigi, ma dopo numerose richieste popolari fu rappresentata suscitando dibattiti, e Laya ebbe qualche problema a dovette temporaneamente allontanarsi da Parigi, ritornandovi dopo la fine del Regime del Terrore.
Tra le altre opere di Laya si ricordano nel 1797 Les Deux Stuarts e nel 1799 Falkland, ou la conscience.

### L'insegnamento, le nomine e la morte
Laya fu nominato dottore in lettere nel 1809, dopo aver effettuato dieci anni di insegnamento di retorica; in seguito insegnò anche latino in numerosi licei e collegi e nel 1813 Laya sostituì il poeta Delille nella cattedra di storia della letteratura e poesia francese all'Università di Parigi; dopo quattro anni diventò membro all'Académie française e cavaliere della Legion d'onore; in questo periodo collaborò con numerosi giornali come critico letterario.
Laya morì a Meudon il 25 agosto 1833 ed è sepolto nel cimitero di Père-Lachaise, quinta divisione.

## Opere principali

### Teatro
- 1790: Les Dangers de l'opinion, dramma in 5 atti, Parigi, Théâtre de la Nation, 19 gennaio;
- 1790: Jean Calas, tragedia in 5 atti, Parigi, Théâtre de la Nation, 18 dicembre;
- 1793: L'Ami des lois, commedia in 5 atti, Parigi, Théâtre de la Nation, 2 gennaio;
- 1798: Falkland, ou La conscience, dramma in 5 atti, Parigi, Théâtre-Français, 25 maggio;
- 1799: Une Journée du jeune Néron, commedia in 2 atti, Parigi, Théâtre de l'Odéon, 15 febbraio.

### Saggi
- 1789: Voltaire aux Français, sur leur constitution;
- 1789: La Régénération des comédiens en France, ou leurs droits à l'état civil;
- 1793: Almanach sur l'état des comédiens en France, ou leurs droits défendus comme citoyens, par l'auteur de «L'Ami des lois»;
- 1836: Œuvres complètes. Études sur l'histoire littéraire de l'antiquité grecque et latine, et sur les premiers siècles de la littérature française;